# Toy Story Land

Logo da Toy Story Land

Toy Story Land (conhecida como Toy Story Playland no Walt Disney Studios Park) é uma área temática no Walt Disney Studios Park, Hong Kong Disneyland, Shanghai Disneyland e Disney's Hollywood Studios. A área é baseada na série de filmes Toy Story, da Disney·Pixar.
A Toy Story Land na França foi inaugurada originalmente como parte do Toon Studio em 17 de agosto de 2010, com um custo de 79 milhões de euros. A Toy Story Land em Hong Kong foi inaugurada em 17 de novembro de 2011. A Toy Story Land em Xangai foi inaugurada em 26 de abril de 2018. A Toy Story Land no Disney's Hollywood Studios, na Flórida, foi anunciada em 15 de agosto de 2015, na D23 Expo, e inaugurada em 30 de junho de 2018.

## Walt Disney Studios Park
Durante a Mickey's Magical Party em 2009, vazaram informações sobre uma expansão no Walt Disney Studios Park, o que foi posteriormente confirmado pelo resort. A nova área temática da Pixar nomeada como Toy Story Playland, ajudou a promover Toy Story 3. A área foi projetada para "encolher os visitantes" até o tamanho de um brinquedo e brincar no quintal de Andy com seus brinquedos. Para isso, foi necessário usar uma temática altamente imersiva, com bambus representando folhas de grama gigantes ao redor da área, muitos adereços temáticos e personagens dos filmes Toy Story, como um Buzz Lightyear gigante, um Rex gigante, um avião de papel superdimensionado e uma bola grande do primeiro curta da Pixar, Luxo Jr.. A área também oferece inúmeras oportunidades para fotos. A construção da área começou no final de 2009 e foi concluída dentro do prazo. A nova área está localizada no lado direito do Walt Disney Studios Park, atrás do Art of Disney Animation.

Buzz Lightyear gigante

### Atrações e entretenimento
- RC Racer
- Slinky Dog Zigzag Spin
- Toy Soldiers Parachute Drop

### Antigas atrações e entretenimento
- Green Army Men Meet & Play

### Lojas
- Toy Story Playland Boutique

## Hong Kong Disneyland

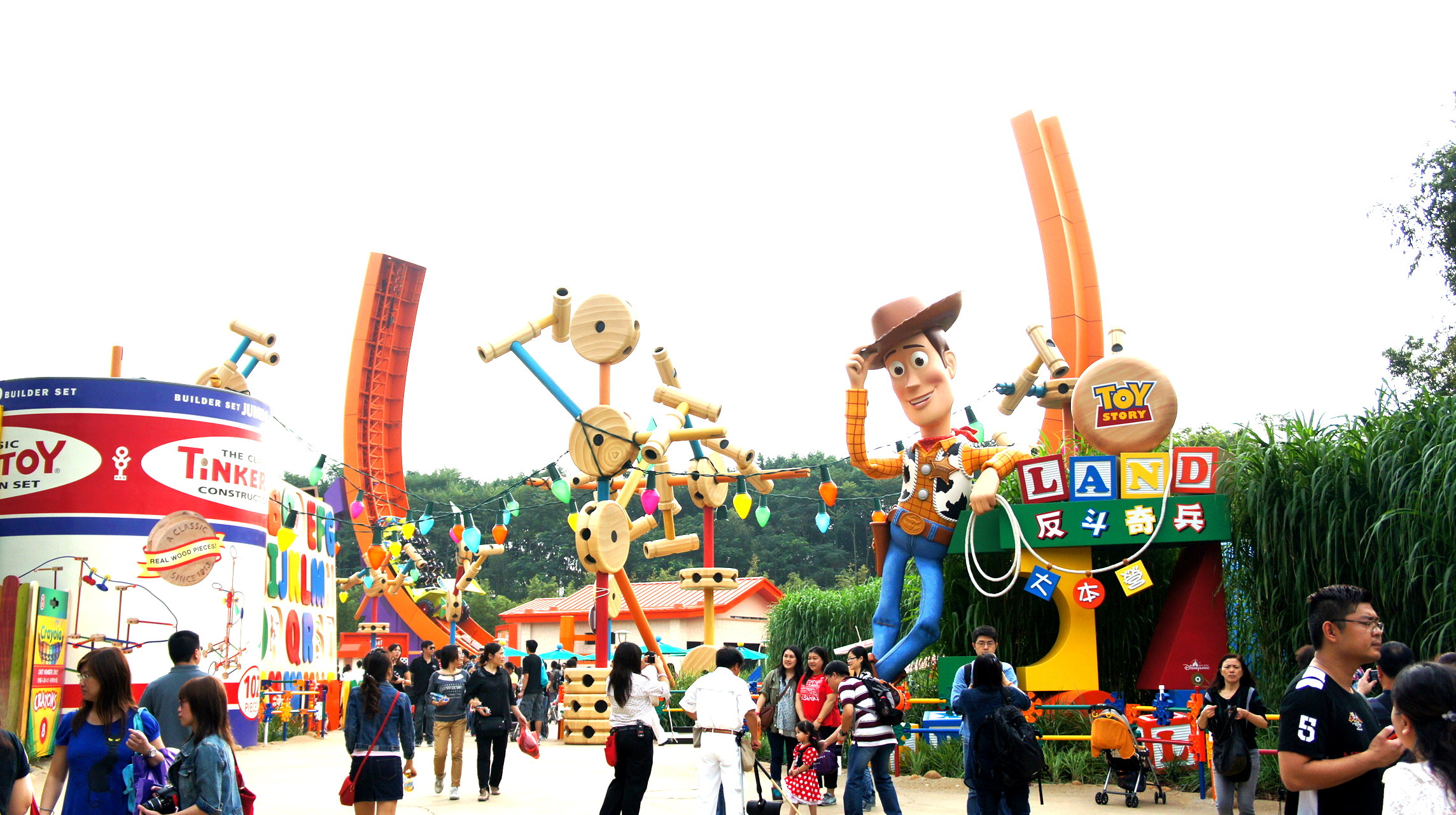
Entrada da Toy Story Land na Hong Kong Disneyland

A Hong Kong Disneyland possui uma área quase idêntica, chamada simplesmente Toy Story Land (chinês tradicional: 反斗奇兵大本營). Esta área de expansão é exclusiva na Ásia para Hong Kong por cinco anos a partir da data de sua inauguração. A área tem uma temática idêntica, utilizando bambu para representar folhas de grama gigantes que cercam a área, além de muitos adereços temáticos e personagens dos filmes Toy Story, como um Woody gigante, um Rex gigante, um avião de papel superdimensionado e também uma bola grande do primeiro curta-metragem da Pixar, Luxo Jr.. A área foi inaugurada em 18 de novembro de 2011. Ela está localizada no lado oeste da Hong Kong Disneyland, atrás da Fantasyland.
Em 6 de fevereiro de 2013, uma nova loja chamada Andy's Toy Box foi inaugurada, ao lado da RC Racer.

### Atrações e entretenimento
- Barrel of Fun
- Cubot
- RC Racer
- Slinky Dog Spin
- Toy Soldier Boot Camp
- Toy Soldiers Parachute Drop

### Restaurantes e lanchonetes
- Jessie's Snack Roundup
- Frozen Lollipops Cart

### Lojas
- Andy's Engine
- Andy's Toy Box

## Shanghai Disneyland

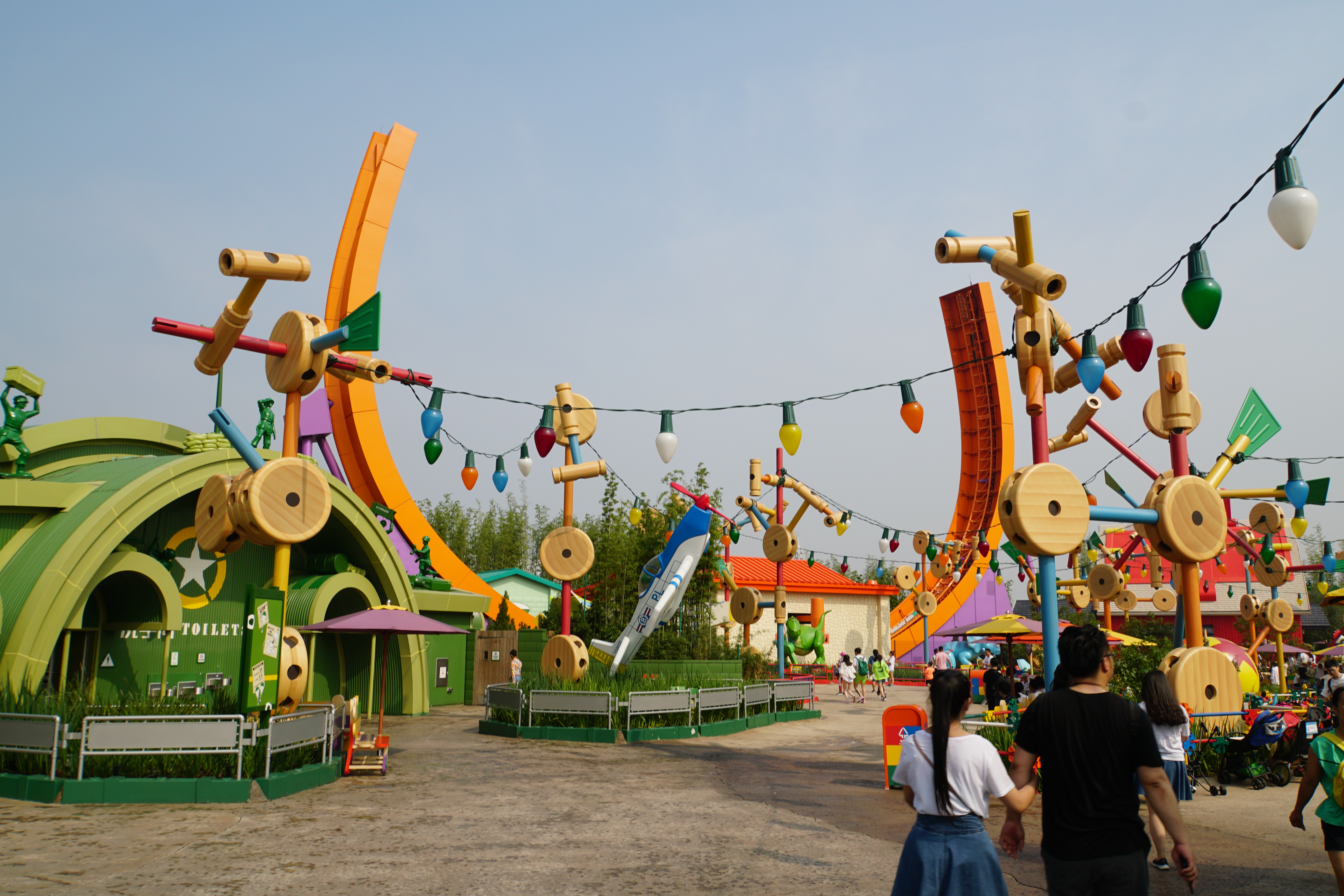
A área (com Rex's Racers) em 2018.

A Toy Story Land foi anunciada para o parque em 9 de novembro de 2016, quando Bob Iger, presidente e diretor executivo da The Walt Disney Company, juntamente com Bob Chapek, presidente da Walt Disney Parks and Resorts, e Fan Xiping, presidente do Shanghai Shendi Group, comemoraram o início das obras da nova expansão. O parque foi inaugurado em 26 de abril de 2018.
A Toy Story Land na Shanghai Disneyland está localizada entre a Tomorrowland e a Fantasyland. O parque conta com três atrações e uma área temática para recepção de personagens.

### Atrações e entretenimento
- Rex's Racers
- Slinky Dog Spin
- Woody's Round-Up – uma atração semelhante ao Mater's Junkyard Jamboree na Disney California Adventure, com o tema Woody e Bala no Alvo.

### Restaurantes e refrescos
- Toy Box Cafe
  - The Box of Buzz Lightyear
  - The Box of Lotso
  - The Box of Mr. and Mrs. Potato Head

### Lojas
- Al's Toy Barn

## Disney's Hollywood Studios

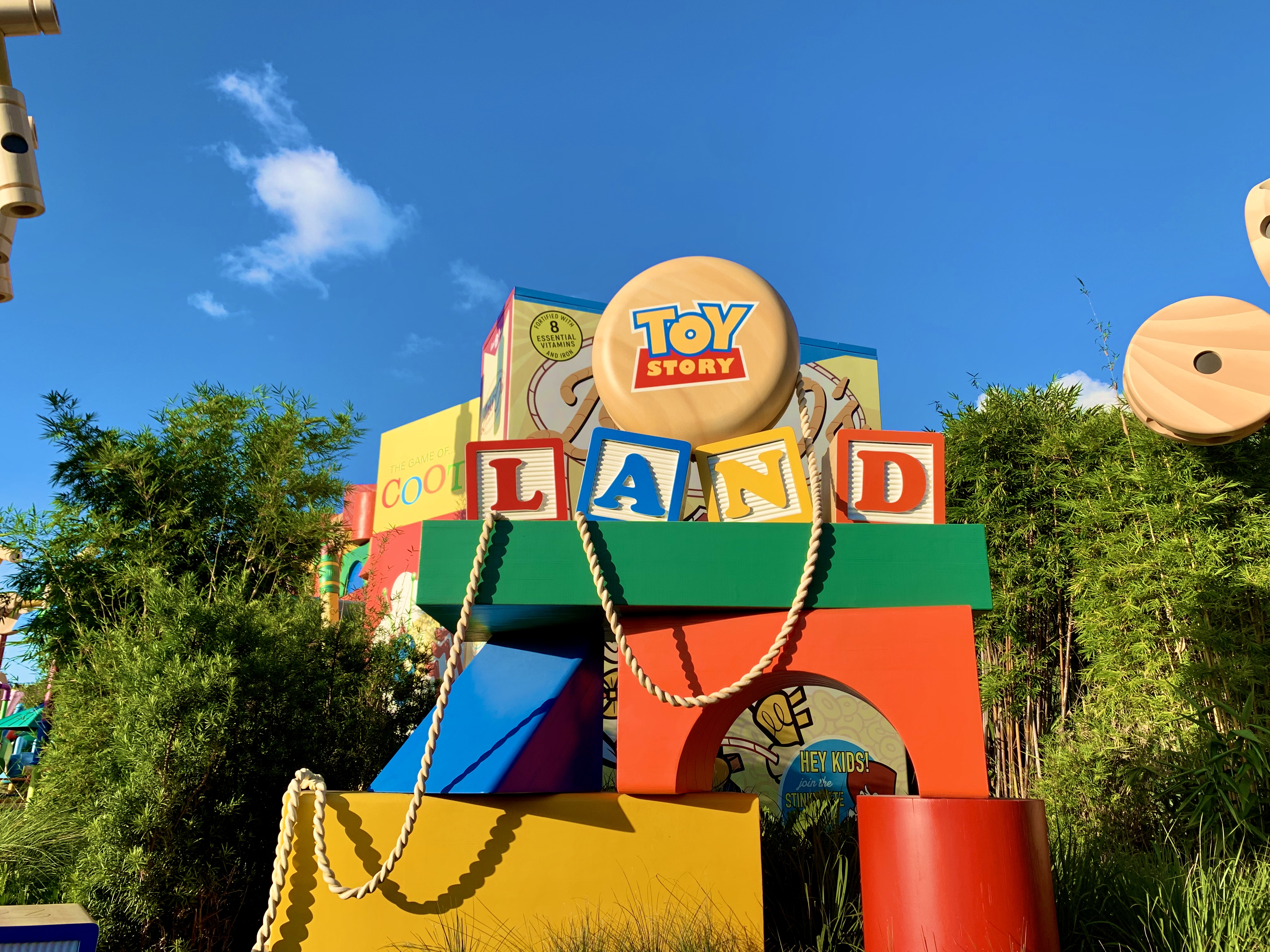
A entrada da área no Disney's Hollywood Studios.

A Toy Story Land foi anunciada para o parque na D23 Expo 2015, com cerca de 11 acres (4,5 ha) e apresenta uma linha de atrações diferente, incluindo uma nova entrada para a ampliada Toy Story Mania! As outras atrações incluem uma montanha-russa familiar com o tema Slinky e uma atração baseada em The Claw e os Little Green Aliens. A construção começou em 3 de abril de 2016 e o parque foi inaugurado em 30 de junho de 2018. Esta edição da Toy Story Land é a maior em qualquer parque da Disney em termos de área.

### Atrações e entretenimento
- Toy Story Mania! – um passeio no escuro em que os passageiros tentam marcar pontos acertando alvos com uma variedade de objetos dentro de um cenário temático de carnaval. A atração era originalmente chamada de Toy Story Midway Mania! e a entrada ficava localizada no Pixar Place quando o passeio foi inaugurado em 2008, mas foi transferida para a Toy Story Land com uma nova entrada no dia da inauguração do terreno.
- Slinky Dog Dash – uma montanha-russa para toda a família, onde os passageiros são lançados voando pelo quintal de Andy dentro de um Slinky Dog gigante. A montanha-russa possui duas decolagens e um Wheezy animatrônico, que canta para os passageiros quando a montanha-russa entra na área de embarque.
- Alien Swirling Saucers – uma atração plana com o tema Buzz Lightyear, onde os visitantes são levados em um veículo dirigido por um dos pequenos alienígenas verdes do Buzz por um conjunto de brinquedos do espaço sideral. Esta atração usa uma mecânica semelhante à do Mater's Junkyard Jamboree na Cars Land e do Woody's Round-Up na versão da Toy Story Land da Shanghai Disneyland.
- Green Army Men Drum Corps – Os Green Army Men tocam cadências em tambores, bombos e tambores tenor.
- Green Army Men Boot Camp – Os Green Army Men convidam os visitantes a participar de vários exercícios, jogos e cantos do campo de treinamento, tornando-os Green Army Men honorários.
- Encontro com personagens – Buzz Lightyear perto da marquise da Toy Story Land, Woody e Bo Peep fora da Toy Story Mania! e Jessie fora da Alien Swirling Saucers.

### Restaurantes e lanchonetes
- Woody's Lunch Box – Um restaurante com serviço de balcão que parece uma lancheira antiga encostada em um livro ilustrado sobre "Woody's Roundup", um programa de TV fictício visto em Toy Story 2. O restaurante é patrocinado pela Babybel.
- Roundup Rodeo BBQ – Foi anunciado em 2019 que um restaurante com serviço de mesa com o tema Toy Story será construído com data de inauguração prevista para 2020.[10] Em janeiro de 2022, foi reconfirmada a inauguração do restaurante, com data anunciada para o final de 2022.[11] No entanto, o Disney's Hollywood Studios anunciou que o restaurante foi adiado para 23 de março de 2023, como parte da comemoração do 50º aniversário da Walt Disney World e da comemoração dos 100 anos da Disney.

### Lojas
- Jessie's Trading Post